# Ľudovít Klein
Ľudovít Klein (ur. 22 lutego 1995 w Nowych Zamkach) – słowacki zawodnik mieszanych sztuk walki (MMA) wagi piórkowej. Walczył dla takich organizacji jak: XFN, Oktagon MMA, Cage Warriors oraz ACA. Od września 2020 roku walczy w największej organizacji MMA na świecie - UFC. Jest pierwszym Słowakiem walczącym dla UFC.

## Życiorys
Ľudovít Klein urodził się w Nowych Zamkach, gdzie również rozpoczął karierę sportową. Kiedy miał około 12 lat, potajemnie zapisał się na trening boksu, obawiając się reakcji rodziców. Już po pierwszych treningach wiedział, że sztuki walki będą mu towarzyszyć przez całe życie. Później klub bokserski, z którym był związany, rozpadł się i przez pewien czas nie wiedział, w którym kierunku się obrać. Chcąc kontynuować swoje hobby zapisał się na trening brazylijskiego jiu-jitsu. Przez długi czas trenował w Akademii Sztuk Walki im. Thomasa Bilishicha. Po tym jak po raz pierwszy usłyszał o amatorskiej lidze MMA dodał do swoich treningów sztuk walki boks tajski. 
Na początku zarabiał na życie jako ochroniarz w dyskotekach, na których często był wyśmiewany z powodu niskiego wzrostu.

## Kariera MMA

### Wczesna kariera
Klein rozpoczął zawodową karierę w mieszanych sztukach walki jako stosunkowo doświadczony amator. Po kilku występach na mniejszych słowackich imprezach, jego potencjał dostrzegła słowacka legenda MMA Attila Végh, który sprowadził go do swojego klubu ze względu na jego świetne występy. Na krajowej scenie był niepokonany w pierwszych sześciu walkach w mniejszych słowackich organizacjach, po czym zdecydował się na wyjazd za granicę.
Jego pierwsza walka poza Słowacją nie przebiegła tak, jak oczekiwano. Klein przegrał z Igorem Tarytsą na A-Fight 5 przez KO. W ACB wygrał 2 pojedynki, oba zakończył w drugiej rundzie. Na Słowację wrócił na jedną walkę z Moriciem Besztercei, z której wyszedł jako zwycięzca.
W 2017 roku stoczył jednorazową walkę dla Cage Warriors, przegrywając przez poddanie w pierwszej rundzie z Aidenem Lee.

### Oktagon MMA
Z rekordem 9-2 przeniósł się do czesko-słowackiej organizacji Oktagon MMA. W pierwszych dwóch walkach dawał dominujące występy i wygrywał przed czasem.
Następnie wygrał dwie walki stoczył w konkurencyjnej organizacji XFN. W późniejszym czasie ze względu na problemy organizacyjne zdecydował się wrócić do Oktagonu.
Podczas Oktagon 12 pokonał w pierwszej rundzie Brazylijczyka Williama Limę, następnie zwyciężył z João Paulo Rodriguesem na Oktagon 14 i Łukaszem Sajewskim na Oktagon Prime 3. Oba pojedynki kończył swoim charakterystycznym i widowiskowym kopnięciem w głowę.

### UFC
28 września 2024 podczas gali UFC Fight Night: Moicano vs. Saint Denis w Paryżu, zwyciężył jednogłośnie na kartach punktowych z Rooseveltem Robertsem. 
31 maja 2025 w walce wieczoru gali UFC on ESPN: Gamrot vs. Klein w Las Vegas, zawalczył z byłym mistrzem KSW wagi lekkiej oraz piórkowej, Mateuszem Gamrotem. Przegrał pojedynek jednogłośnie na kartach punktowych.

## Lista zawodowych walk MMA
| Wynik     | Bilans | Przeciwnik (bilans przed walką) | Rozstrzygnięcie                                              | Runda | Czas | Rozgrywki                                | Data       | Miejsce       | Uwagi                                                                                   |
| --------- | ------ | ------------------------------- | ------------------------------------------------------------ | ----- | ---- | ---------------------------------------- | ---------- | ------------- | --------------------------------------------------------------------------------------- |
| Przegrana | 23-5-1 | Mateusz Gamrot (24-3. 1 NC)     | Decyzja (jednogłośna)                                        | 3     | 5:00 | UFC Fight Night: Blanchfield vs. Barber  | 31.05.2025 | Las Vegas     | Main Event                                                                              |
| Wygrana   | 23-4-1 | Roosevelt Roberts (12-4)        | Decyzja (jednogłośna)                                        | 3     | 5:00 | UFC Fight Night: Moicano vs. Saint Denis | 28.09.2024 | Paryż         |                                                                                         |
| Wygrana   | 22-4-1 | Thiago Moisés (18-7)            | Decyzja (jednogłośna)                                        | 3     | 5:00 | UFC Fight Night: Cannonier vs. Imavov    | 08.06.2024 | Louisville    |                                                                                         |
| Wygrana   | 21-4-1 | AJ Cunningham (11-3)            | KO (kopnięcie frontalne na korpus)                           | 1     | 4:36 | UFC Fight Night: Rozenstruik vs. Gaziev  | 02.03.2024 | Las Vegas     |                                                                                         |
| Wygrana   | 20-4-1 | Ignacio Bahamondes (14-4)       | Decyzja (jednogłośna)                                        | 3     | 5:00 | UFC Fight Night: Sandhagen vs. Font      | 05.08.2023 | Nashville     |                                                                                         |
| Remis     | 19-4-1 | Jai Herbert (12-4)              | Remis (większościowy)                                        | 3     | 5:00 | UFC 286                                  | 18.03.2023 | Londyn        | Herbertowi został odjęty 1 punkt w 3 rundzie z powodu wielokrotnych uderzeń w pachwinę. |
| Wygrana   | 19-4   | Mason Jones (11-1)              | Decyzja (jednogłośna)                                        | 3     | 5:00 | UFC Fight Night: Aspinall vs. Blaydes    | 23.07.2022 | Londyn        |                                                                                         |
| Wygrana   | 18-4   | Devonte Smith (11-3)            | Decyzja (niejednogłośna)                                     | 3     | 5:00 | UFC 272                                  | 05.03.2022 | Las Vegas     | Powrót do wagi lekkiej.                                                                 |
| Przegrana | 17-4   | Nate Landwehr (14-4)            | Poddanie (duszenie anaconda)                                 | 3     | 2:22 | UFC Fight Night: Ladd vs. Dumont         | 16.10.2021 | Las Vegas     |                                                                                         |
| Przegrana | 17-3   | Michael Trizano (8-1)           | Decyzja (jednogłośna)                                        | 3     | 5:00 | UFC on ESPN: Rodriguez vs. Waterson      | 08.05.2021 | Las Vegas     |                                                                                         |
| Wygrana   | 17-2   | Shane Young (13-4)              | KO (wysokie kopnięcie na głowę i ciosy pięściami w parterze) | 1     | 1:16 | UFC 253                                  | 27.09.2020 | Abu Zabi      | Debiut w UFC. Limit umowny -68 kg. Klein nie wykonał wagi.                              |
| Wygrana   | 16-2   | Łukasz Sajewski (14-5)          | TKO (wysokie kopnięcie na głowę i ciosy pięścią w parterze)  | 1     | 4:49 | Oktagon Prime 3: Štrbák vs. Legierski    | 15.02.2020 | Šamorín       |                                                                                         |
| Wygrana   | 15-2   | João Paulo Rodrigues (39-16-2)  | KO (wysokie kopnięcie na głowę)                              | 3     | 0:46 | Oktagon 14: Bitva o trúny                | 14.09.2019 | Bratysława    |                                                                                         |
| Wygrana   | 14-2   | Willian Lima (13-1)             | TKO (ciosy pięściami)                                        | 1     | 2:27 | Oktagon 12: Végh vs. Zwicker             | 08.06.2019 | Bratysława    | Walka w wadze lekkiej.                                                                  |
| Wygrana   | 13-2   | Arbi Mezhidov (12-2)            | Decyzja (jednogłośna)                                        | 3     | 5:00 | XFN 14                                   | 18.11.2018 | Bratysława    |                                                                                         |
| Wygrana   | 12-2   | Kamil Selwa (10-7)              | TKO (ciosy pięściami)                                        | 2     |      | XFN 11: Back to the O2 Arena             | 28.06.2018 | Praga         | Powrót do wagi piórkowej.                                                               |
| Wygrana   | 11-2   | Matěj Kuzník (13-3)             | TKO (przerwanie przez lekarza)                               | 4     | 5:00 | Oktagon 5: Kuzník vs. Klein              | 17.03.2018 | Ostrawa       | Debiut w wadze lekkiej. Main Event                                                      |
| Wygrana   | 10-2   | Krzysztof Klaczek (10-4)        | KO (wysokie kopnięcie na głowę)                              | 1     | 2:00 | Oktagon 4: Oktagon Výzva II Finále       | 12.11.2017 | Bratysława    |                                                                                         |
| Przegrana | 9-2    | Aiden Lee (4-1)                 | Poddanie (duszenie zza pleców)                               | 1     | 2:34 | Cage Warriors 87                         | 14.10.2017 | Newport       | Debiut w Cage Warriors.                                                                 |
| Wygrana   | 9-1    | Moric Besztercei (2-6)          | Poddanie (duszenie zza pleców)                               | 1     | 4:56 | Dark Night Volume 2                      | 24.06.2017 | Nowe Zamki    |                                                                                         |
| Wygrana   | 8-1    | Ahmed Abdulkadirov (3-0)        | Poddanie (duszenie gilotynowe)                               | 2     | 0:44 | ACB 60                                   | 13.05.2017 | Wiedeń        |                                                                                         |
| Wygrana   | 7-1    | Khusein Maltsagov (2-0)         | KO (kolano)                                                  | 2     | 3:29 | ACB 56                                   | 01.04.2017 | Mińsk         | Debiut w ACA.                                                                           |
| Przegrana | 6-1    | Igor Tarytsa (2-1)              | KO (cios)                                                    | 1     | 4:58 | A-Fight 5                                | 24.02.2017 | Niewinnomyssk |                                                                                         |
| Wygrana   | 6-0    | Aleksandar Janković (2-3)       | Poddanie (dźwignia prosta na staw łokciowy)                  | 1     |      | Fight of Gladiators 5                    | 09.04.2016 | Nitra         |                                                                                         |
| Wygrana   | 5-0    | Michal Stefek (0-2)             | Poddanie (duszenie gilotynowe)                               | 1     | 0:40 | Hanuman Cup 30                           | 05.03.2016 | Bratysława    |                                                                                         |
| Wygrana   | 4-0    | Samuel Ribansky (0-0)           | Poddanie (dźwignia prosta na staw łokciowy)                  | 2     |      | Hanuman Cup 28                           | 26.09.2015 | Bratysława    |                                                                                         |
| Wygrana   | 3-0    | Adam Németh (1-3)               | Poddanie (duszenie gilotynowe)                               | 1     | 1:00 | Hanuman Cup 27                           | 4.07.2015  | Senec         |                                                                                         |
| Wygrana   | 2-0    | Kamil Tarnawski (2-1)           | Poddanie (duszenie trójkątne nogami)                         | 2     | 1:35 | Pit Cage Fighting 12                     | 16.05.2015 | Poprad        |                                                                                         |
| Wygrana   | 1-0    | Martin Mihálik (0-0)            | Poddanie (duszenie zza pleców)                               | 1     | 0:27 | Pit Cage Fighting 11                     | 20.12.2014 | Lewocza       |                                                                                         |